# 태즈메이니아덤불왈라비
태즈메이니아덤불왈라비(Thylogale billardierii)는 캥거루과에 속하는 유대류의 일종이다. 적갈색배덤불왈라비 또는 붉은배덤불왈라비라는 이름으로도 알려져 있으며, 테즈메이니아 주에서 발견되는 유일한 토착종 유대류로 이전에는 오스트레일리아 동남부 전역에서 서식했다. 오스트레일리아 북부와 파푸아뉴기니에 서식하는 북부 지역 근연종들보다 더 무겁고 털이 많은 방향으로 발달했다. 수컷 몸무게는 12kg이고 꼬리 길이를 포함하여 몸길이는 1~1.2m로 암컷 몸무게 약 3.9kg보다 상당히 크다.

## 서식지

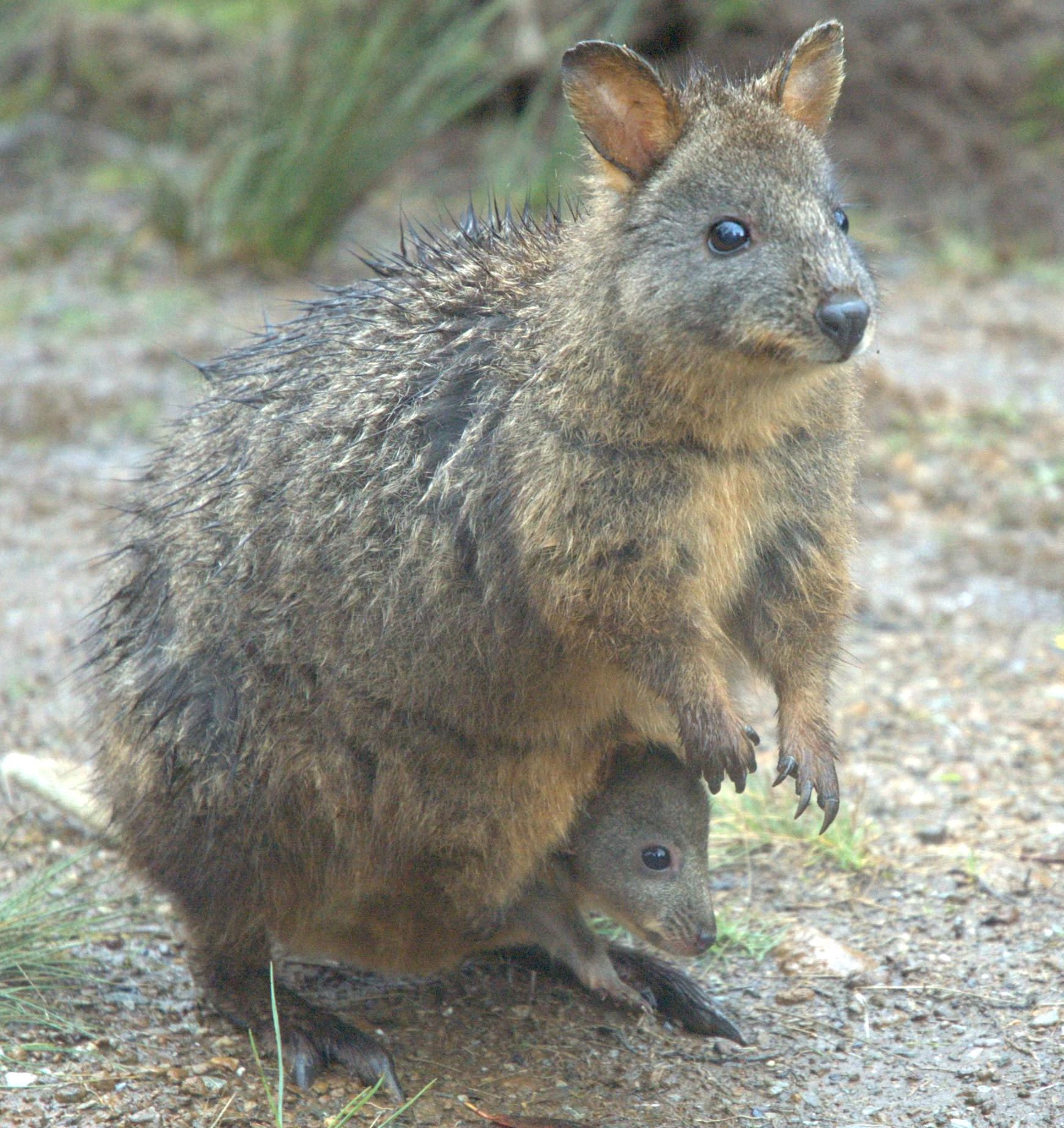
암컷과 새끼.

무리를 짓지 않고 홀로 생활하며, 야행성 동물로 낮에 우거진 풀 속에서 시간을 보낸다. 서식지로 우림과 경엽수림, 관목림을 좋아하며 건조한 개활지의 유칼립투스 숲의 습기가 있는 골짜기에서도 산다. 앞이 트인 지역이 먹이를 구하기 쉽기 때문에 특히 좋아한다. 어스름 이후에 먹이를 찾기 위해 밖으로 나오지만, 숲 끝에서 100m 이상 나가는 것은 극히 드물다. 테즈메이니아 주에서 풍부하며 널리 분포한다.
테즈메이니아덤불왈라비는 야행성 초식동물로 허브와 초록 새싹, 풀 그리고 일부 꽃꿀을 가진 꽃 등의 아주 다양한 식물을 먹는다. 한때 태즈메이니아주머니늑대의 먹이였고, 아직도 태즈메이니아데빌과 쿠올 같은 테즈메이니아 섬의 다른 육식류의 먹이이다. 그렇지만, 테즈메이니아 섬의 가축들이 먹을 풀이 부족하지 않도록 (다른 왈라비 종들과 함께) 계절적으로 개체수를 조절해야 할 정도까지 풍부하다. 테즈메이니아덤불왈라비에 대한 사냥이 허가되어 있다.

## 번식
특별한 번식기는 없으며, 70% 정도의 테즈메이니아덤불왈라비가 겨울 초입에 태어나는 것으로 보인다. 임신 기간은 30일이다. 생후 약 6개월을 육아낭에서 보내고 젖을 먹는 기간은 약 8개월이다. 새끼들은 태어난 지 약 14~15개월이면 성적으로 성숙해진다. 그리고 야생에서 수명이 5년에서 6년 사이이다.